# Rivière du Portage (vattendrag i Kanada, lat 48,86, long -79,21)
Rivière du Portage är ett vattendrag i Kanada.   Det ligger i provinsen Québec, i den sydöstra delen av landet, 500 km nordväst om huvudstaden Ottawa.
Omgivningarna runt Rivière du Portage är en mosaik av jordbruksmark och naturlig växtlighet. Runt Rivière du Portage är det ganska glesbefolkat, med 22 invånare per kvadratkilometer.